# Lado Akhalaia (cầu thủ bóng đá, sinh 2002)
Lado Akhalaia (sinh ngày 1 tháng 7 năm 2002) là một cầu thủ bóng đá người Moldova hiện đang thi đấu ở vị trí tiền đạo cho câu lạc bộ Swift Hesperange, được cho mượn từ Torino.

## Sự nghiệp thi đấu
Akhalaia xuất thân từ lò đào tạo trẻ Dacia Buiucani. Năm 2019, anh gia nhập lò đào tạo câu lạc bộ Inter tại Serie A sau khi thử việc tại lò đào tạo Shakhtar Donetsk ở Ukraina và Sporting ở Bồ Đào Nha.
Năm 2021, anh ký hợp đồng với câu lạc bộ Torino tại Serie A. Năm 2022, Akhalaia được đem cho câu lạc bộ Virton ở giải hạng hai Bỉ mượn. Ngày 14 tháng 1 năm 2023, anh chuyển đến Swift Hesperange theo dạng cho mượn.

## Đời tư
Anh là con của cựu cầu thủ bóng đá Gruzia Vladimir Akhalaia và là cháu của cầu thủ và huấn luyện viên bóng đá Moldova Alexandru Spiridon.